# Hida (gmina)
Hida – gmina w Rumunii, w okręgu Sălaj. Obejmuje miejscowości Baica, Hida, Miluani, Păduriș, Racâș, Sânpetru Almașului, Stupini i Trestia. W 2011 roku liczyła 2787 mieszkańców.